# Військове кладовище радянських воїнів (Хойна)
Військове кладовище радянських воїнів у Хойні — військове кладовище, засноване в 1950—1954 роках у місті Хойна, Польща.

## Історія
У 1946 році виник план створення спільного некрополя для радянських воїнів, які загинули та були поховані на Хоєнській і Костшинській землях, а також у прикордонній зоні, розташованій на західному березі Одеру. Місцем цвинтаря Хойну обрали тому, що саме в Хойнському повіті найбільше знаходилося розрізнених солдатських могил. Роботи затягнулися, і лише в 1950 році був підготовлений технічний проект інженера Ірени Козловської зі Щецина. Розташовувався некрополь в розі довоєнного євангельського цвинтаря та зруйнованої каплиці св. Гертруди 1684 року. На площі 1,5 га мало бути 185 братських могил, розташованих у три могильні ділянки по дев'ять рядів, дві симетричні одна одній і одна трикутна між ними, з демонстраційним квадратом у кутку. До кінця 1950 року було розчищено зелені насадження та проведено часткову ексгумацію. Надалі планувалося завершити ексгумацію та розібрати каплицю, яка заважала забудові демонстраційної площі та встановленню на ній пам'ятника. У 1953 році роботи були перервані, а в жовтні реставратор пам'яток воєводства Генрик Дзюрла наказав припинити демонтаж каплиці, щоб захистити середньовічні поліхромії всередині. У проект були внесені необхідні зміни, які передбачали залишення каплиці у вигляді постійної, захищеної руїни. Роботи були завершені восени 1954 року, а в 1962 році військове кладовище відокремили від євангельської частини. У 1969 році цвинтар перебудовано за проектом В. Анджеєвського, у 1971 році встановлено пам'ятник за проектом Чеслава Вронки.
Кладовище займає 9800 м², на трьох ділянках розміщено 58 могил, позначених кам'яними дошками з червоною зіркою. Поховано 3985 воїнів, з яких лише 972 відомі по імені та прізвищу. Їх особисті дані були висічені на 22 чорних мармурових табличках, розміщених біля каплиці. Останнє поховання відбулося в 2006 році, поховано останки 91 військового, ексгумованого в Західній Померанії.

Біля входу встановлено табличку з написом: «На цьому цвинтарі поховано 3985 воїнів, у тому числі 972 поіменно відомі. Воїни різних національностей колишнього Радянського Союзу, які загинули під час Другої світової війни, визволяючи Хоєнську та Костшинську землі. Поховані вони в боях по обидва боки Одеру. Слава їм і шана!»

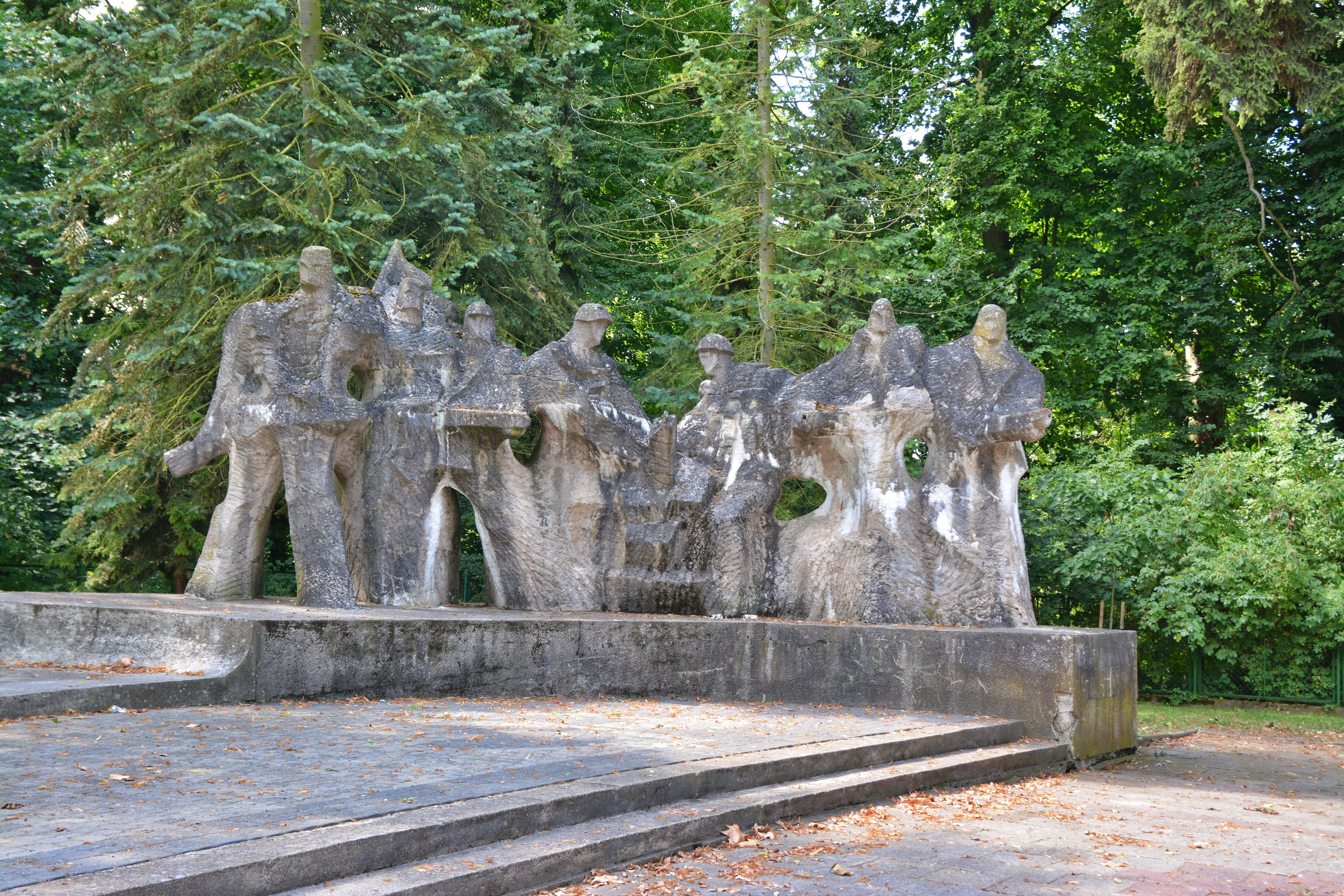
Пам'ятник на кладовищі
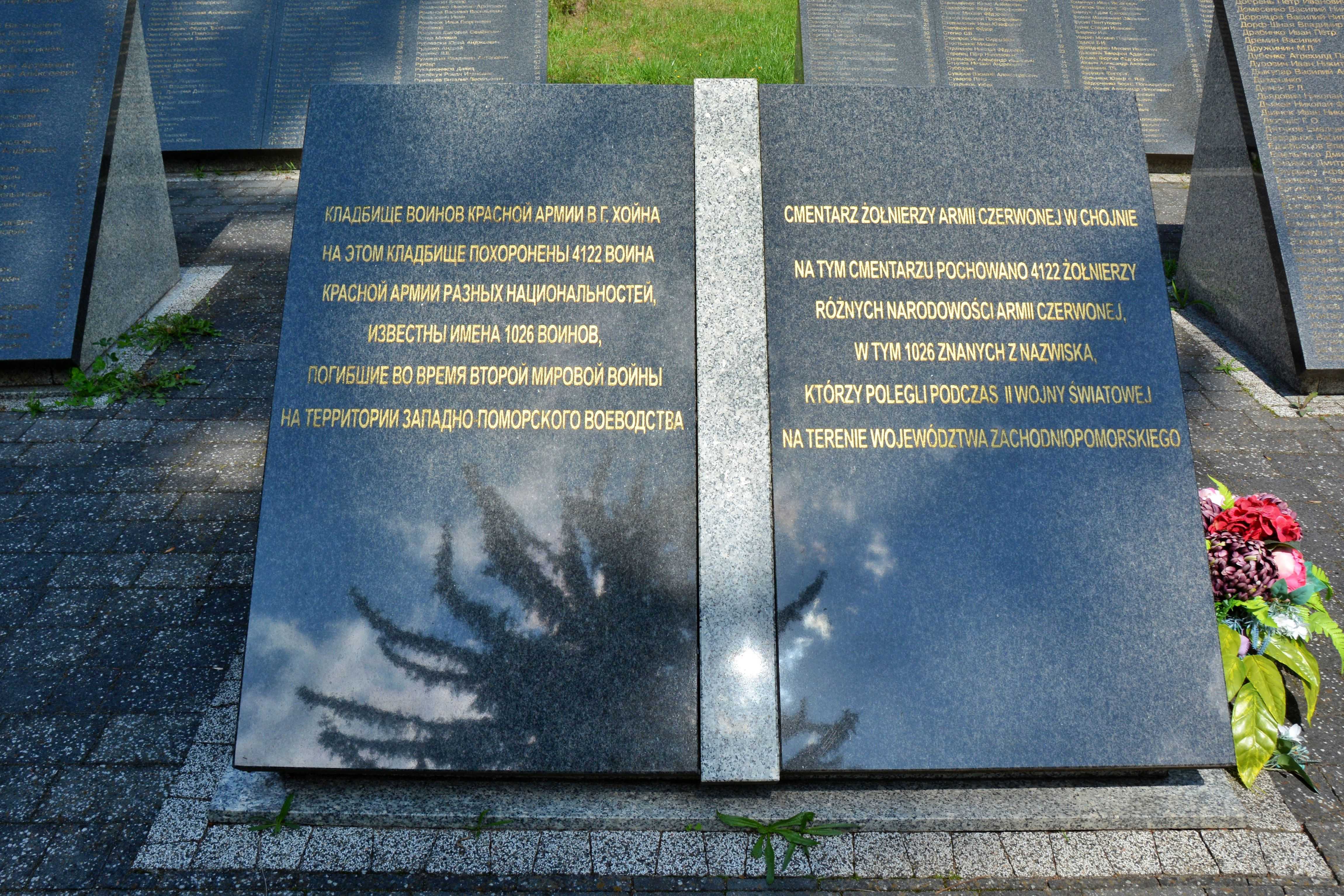
Інформаційне табло
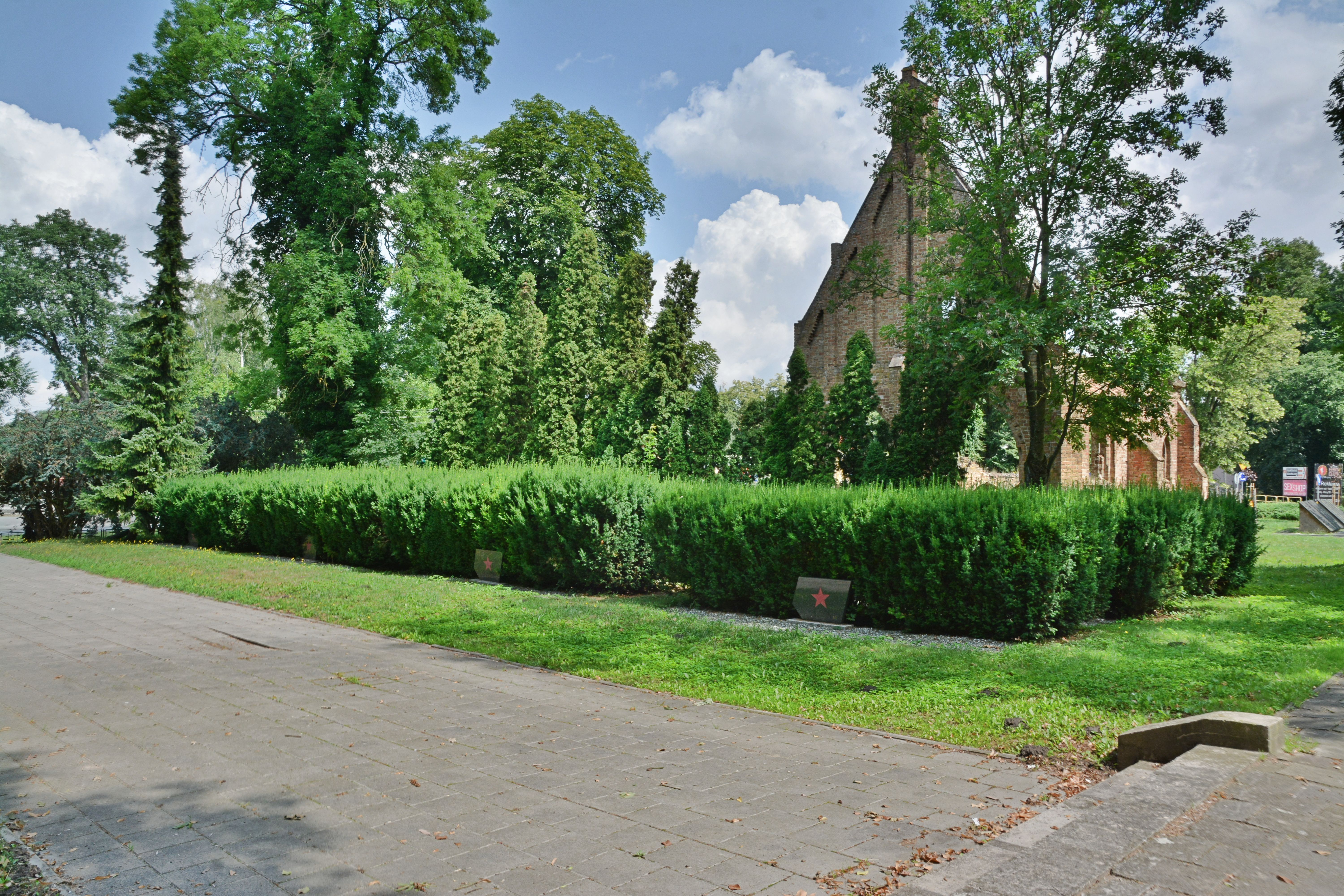
Квартали полеглих